# Израел Криштал
Израел Криштал (хебр. ישראל קרישטל, пољ. Izrael Kryształ; Маленијец, 15. септембар 1903 — Хаифа, 11. август 2017) био је пољско-израелски суперстогодишњак који је према гинисовој књизи рекорда носио титулу најстаријег живог мушкарца на свету у периоду од 19. јануара 2016. до 11. августа 2017. године. Тренутно држи рекорд као најстарија особа која је икада живела у Израелу. Такође је био и најстарија особа која је преживела Холокауст.

## Биографија
Израел Криштал рођен је у јеврејској породици, 15. септембра 1903. године, у селу Маленијец у данашњој Пољској. Чланови његове породице били су велики верници. Још као дете научио је хебрејски језик. Његова мајка преминула је 1913. године, када је он имао само десет година. Након што је 1914. избио Први светски рат, лично је видео краља Фрању Јосифа док је био у посети његовом граду. Његов отац регрутован је у царску руску армију, где је био заробљен и убрзо после рата преминуо. Бригу о њему, преузели су рођаци.
У доби од 17 година, преселио се у Лођ где је заједно са ујаком отворио продавницу слаткиша. Године 1928, оженио је Чају Фејге Фручт, са којом је имао двоје деце. Током Другог светског рата, Израел и његова супруга Чаја одведени су у логор Аушвиц. Њихова деца су убијена пре тога, док је супруга преминула недуго након доласка у логор. Након доласка Црвене армије, Израел је имао само 37 килограма. Одведен је у болницу и након опоравка вратио се у Лођ и на производњу слаткиша. Касније упознао је Батшеву, са којом се венчао 1947. године. Имали су сина Чајма и ћерку Шулу.
1950. године, преселио се у Хаифу у Израелу, где је наставио са производњном и творницама слаткиша. У почетку је радио у фабрици слаткиша, где је важио за стручњака и научио власнике да праве читаву производну линију слаткиша. Затим је постао самозапослен, правећи бутик слаткише код куће и продавајући их на киоску у Хаифи. Међу слаткишима које је производио биле су мале флашице од чоколаде умотане у обојену фолију, џем од рогача и коре наранџе преливене чоколадом. Године 1952. почео је да производи своје бомбоне у фабрици. Након затварања фабрике 1970. године, вратио се прављењу својих бомбона код куће пре него што је отишао у пензију.
19. јануара 2016. године, након смрти 112-годишњег Јасутароа Коидеа из Јапана, постао је најстарији живи мушкарац на свету.
Израел Криштал преминуо је у Хаифи, Израел, 11. августа 2017. године, у доби од 113 година и 330 дана. Након његове смрти, тада 112-годишњи Франсиско Нуњез Оливера из Шпаније, преузео је титулу најстаријег живог мушкарца на свету.